# 圣母升天主教座堂 (圣帕尔滕)
圣母升天主教座堂（Sankt Pölten Cathedral）  是天主教聖帕爾滕教區的主教座堂 ，奉圣母升天为主保，位于奥地利下奥地利州圣珀尔滕。这座建筑虽然是保存完好的晚期罗马式建筑，但外观却是巴洛克建筑。
这个地点用于宗教建筑的历史，可以追溯到 790 年左右。当时在这里建立了一座本笃会修道院，并带来了圣依玻里多的圣髑，现在的城市就是以此命名。828年，修道院成为天主教帕绍教区的属地，以及传教活动的中心，目标主要是向大摩拉维亚公国。在 907 年左右马扎尔人入侵之后，修道院几乎被完全摧毁，直到第二次莱希菲尔德之战_(955)之后才得以重建。
11世纪，在帕绍主教阿尔特曼的领导下，修道院改属奥斯定会。1784年，约瑟夫皇帝解散修道院。1785年聖帕爾滕教區成立，该堂成为主教座堂。
大约在 1150 年，修道院教堂重建了三个中殿，西立面有两座钟楼，但没有耳堂。1228 年，格布哈德主教将主保由圣伯多禄、斯德望和依玻里多, 改为圣母升天。一场火灾后，它在 1267 年至 1280 年间再次重建。在 1621 年的另一场火灾之后，整座建筑被重建为现在的巴洛克风格。

## 参考

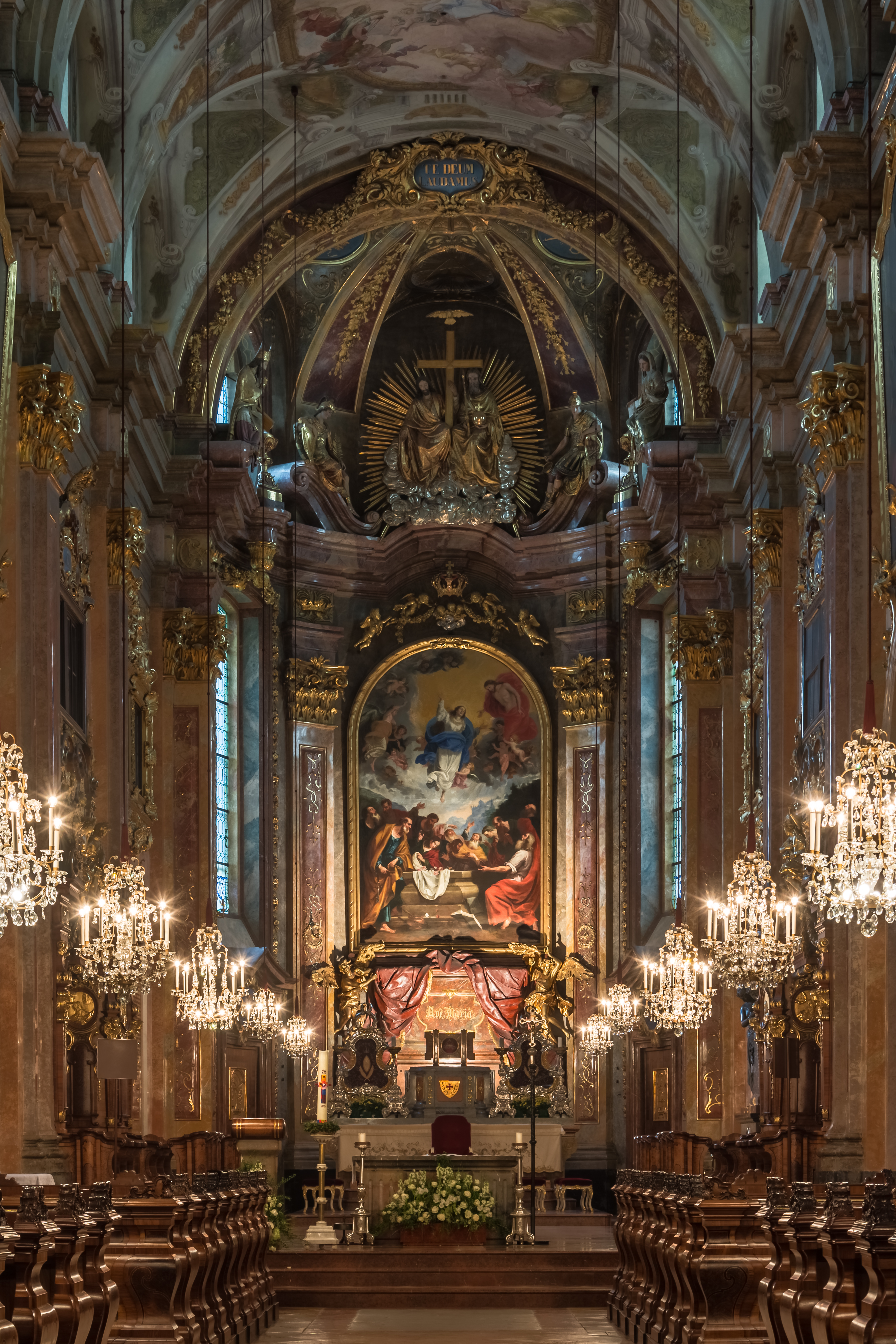